# كالفين ويلينغتون
كالفين ويلينغتون (بالإنجليزية: Calvin Wellington)‏ هو لاعب اتحاد الرغبي بريطاني، ولد في 10 ديسمبر 1995 في ويلز في المملكة المتحدة.